# بيت النوم (الشغادرة)

تعديل مصدري - تعديل

بيت النوم هي إحدى قرى عزلة المسواح بمديرية الشغادرة التابعة لمحافظة حجة، بلغ تعداد سكانها 204 نسمة حسب تعداد اليمن لعام 2004.